# Joan Sallent i Prat
Joan Sallent i Prat (Sabadell, 11 de març de 1879 - 21 de març de 1936) fou un impressor català. Començà d'aprenent a la Impremta Comas de Sabadell i cap a l'any 1910 s'establí per compte propi i fundà la Impremta Sallent, una de les més destacades impremtes de Catalunya durant la primera meitat del segle xx.

## Biografia
Fill de família pagesa, i el segon de tres germans, començà ajudant els seus pares en les feines del camp, però el seu esperit inconformista i l'afany per accedir al món de la cultura aviat el van portar lluny de l'activitat agrícola. Començà d'aprenent a la impremta de Joan Comas, aleshores la més important de Sabadell i una de les més grans del país. Comptava amb una setantena d'operaris i exportava a tota la península i a ultramar. Fou en aquest prestigiós obrador on Joan Sallent es formà professionalment com a impressor.
Abans d'establir-se per compte propi, Sallent fou el director de litografia de Joan Comas, la qual tingué molta fama a principis de segle. Inicialment, Sallent s'establí en un cobert del carrer Horta Novella de Sabadell per, al cap d'uns anys, traslladar-se al carrer Sant Quirze i, finalment instal·lar-se al carrer Jovellanos de la mateixa localitat. Un cop establert pel seu compte, Sallent aviat assolí fama per la qualitat de la seva producció i arribà a ser un dels millors impressors de Catalunya.
Del seu obrador van sortir obres per a diversos editors barcelonins, com la Llibreria Catalònia, la Llibreria Verdaguer, les Edicions Proa o l'editorial Barcino, amb una trentena de títols de l'Enciclopèdia Catalunya, i s'hi van estampar els volums més interessants de l'edició sabadellenca d'entreguerres: Almanac de les Arts de 1924 i 1925, Elements d'història de Sabadell de Miquel Carreras, Sabadell del meu record de Marian Burguès, El rodal de Sabadell de Josep Rosell, l'Almanac del Diari de Sabadell de 1928, Les decapitacions i el Bestiari de Pere Quart, els volums de les Edicions La Fona i de La Mà Trencada, la Biblioteca Sabadellenca, que dirigia Joan Costa i Deu, i, sobretot, des de 1925 els llibres de les Edicions La Mirada, dissenyats per Ricard Marlet, que afegien un toc d'elegància noucentista al bon gust i a la pulcritud artesanal que acreditava l'obrador de Joan Sallent. També imprimí edicions de bibliòfil, com la traducció catalana de la Divina Comèdia de Josep M. de Sagarra (1947).
Foren moltes i variades les personalitats de la cultura catalana que reconegueren l'originalitat, la modernitat i la qualitat de la producció de Joan Sallent. L'escriptor sabadellenc Francesc Trabal anomenà Sallent “un dels nostres capitans d'indústria més significat, un dels nostres artistes més autèntics” i destacà que fora de Sabadell “us trobàveu que us parlaven dels teixits nostres i dels obradors d'En Sallent”. Així mateix, l'escriptor Joan Costa i Deu feu referència al fet que Sallent fou “un gran patriota” i ajudà a la divulgació de l'obra de molts escriptors novells d'aquella època, essent el propi Sallent l'editor dels primers llibres de molts autors nascuts a Sabadell de forma totalment desinteressada.
De la vida de Joan Sallent destaca la seva passió per l'excursionisme, essent un dels seus precursors a Sabadell. Sallent, juntament amb Joan Farrés, és l'autor de l'obra “Del Tibidabo a Andorra a peu, en vuit jornades” (1927), on narra detalladament l'itinerari d'una excursió que van realitzar els dos autors des del Tibidabo fins a Andorra.

Després d'una intensa vida de treball, Joan Sallent morí l'any 1936 als 57 anys. A la seva mort, la Impremta Sallent fou continuada de forma igualment exitosa pel seu fill Eugeni Sallent i Cañellas i, des d'aleshores, passà a dir-se Joan Sallent, Successors.